# Félicie Perelman
Pour les articles homonymes, voir Perelman.
Félicie Perelman-Liwer, "Fela" Perelman, née  20 juillet 1909 à Bedzin et morte le 17 septembre 1991 à Salt Lake City) , est une historienne, résistante et écrivaine polonaise et belge. Durant la Seconde Guerre mondiale, membre du Comité de défense des Juifs, elle contribue au sauvetage de centaines d'enfants juifs.

## Biographie
Fela Liwer est née à Bedzin le 20 juillet 1909 dans une famille rabbinique de Lodz en Pologne. 
Lorsqu'elle a 19 ans, elle arrive à Bruxelles pour y poursuivre des études en histoire à l'université libre de Bruxelles (ULB). Elle y obtient un doctorat  avec une thèse sur la Belgique et la Pologne en 1830 (Bruxelles, Office de publicité, 1948). Son domaine de prédilection est les rapports entre la Pologne et la Belgique au XIXe siècle. Elle est aussi licenciée en psycho-pédagogie. 
Durant ses études, elle rencontre Chaïm Perelman  qu'elle épouse à Bruxelles le 13 janvier 1935. Ils vivent à Uccle. Ils ont une fille Noémie Perelman Mattis,.
Elle est attachée au judaïsme et adhère à l'Association des Étudiants juifs de l'ULB. Elle est également sensible aux idéaux socialistes et rejette le communisme et le marxisme. A la fin de ses études, elle s'engage au secrétariat général du Conseil des Associations juives de Bruxelles.
En 1940, lorsque la guerre éclate, ses projets de carrière dans l'enseignement et de rédaction d'ouvrages sont remis en question[réf. souhaitée].
Au début de l'occupation allemande de la Belgique, elle s'occupe des colis pour les détenus de Breendonk. À l'automne 1942, elle participe, avec son mari, à la mise sur pied du Comité de défense des Juifs (CDJ) au côté de Hertz et Yvonne Jospa. Tandis que Chaïm Perelman s'occupe des adultes juifs et de la diffusion de journaux clandestins, Fela Perelman prend part quant à elle aux activités de la section jeunesse du CDJ. Elle met ainsi sur pied quatre jardins d'enfants juifs à Bruxelles (dont "Nos Petits", à Uccle en 1942 en collaboration avec l'Œuvre nationale de l'enfance (O.N.E.)). Lorsque commencent les rafles et les déportations des juifs de Belgique, elle confie ces enfants  au CDJ pour les mettre en lieu sûr. Les enfants sont souvent cachés dans des familles ou des institutions catholiques. Vincent Genin rapporte des tensions parfois fortes avec le CDJ accusé de vouloir "reprendre tous ces enfants après la guerre, au besoin par la force". 
Elle recrute de nombreuses puéricultrices dont Jeanne Daman-Scaglione qui sera reconnue plus tard Juste parmi les nations. Des centaines d'enfants juifs sont soustraits à la tyrannie allemande grâce à ces structures d'accueil. Devant l'aggravation de la répression et l'augmentation du nombre de rafles, Fela Perelman et Jeanne Daman développent un réseau permettant de « placer » des femmes juives comme domestiques dans des familles.
Après la guerre, Fela Perelman, fidèle à ses convictions sionistes, se préoccupe des « survivants » qui souhaitent émigrer vers la Palestine. Elle use d’intelligence et de persuasion pour obtenir vrais visas et faux laisser-passer, va elle-même chercher les réfugiés pour leur faire passer les frontières. Elle utilise toute sa force de persuasion et les contacts haut placés qu'elle s'est créés durant et après la guerre, pour permettre le départ de deux bateaux chargés d'immigrants juifs vers la Palestine dont les portes sont encore fermées par la puissance mandataire : le Hachayal Haïvri, parti d'Anvers le 14 juillet 1947, et le Tel Chai, parti de Sète, avec à son bord des orphelins de Bergen-Belsen qui ont transité par la Belgique. Un troisième bateau, le Theodor Herzl, part de Sète également, chargé de plus de deux mille passagers, dont 1500 personnes amenées de Belgique par Fela Perelman,.
La maison des Perelman, rue de la Pêcherie, est un lieu de rencontre et de passage pour les diplomates, les hommes politiques, les intellectuels et les artistes israéliens qui séjournent en Belgique. 
En 1947, avec son mari, elle fonde l'association des Amis de l'Université Hébraïque, plus tard, les Amis Belges qui est longtemps demeurée le relais privilégié des relations entre la Belgique et Israël. Elle est à l'origine de la création d'un Institut d'études européennes au sein de l'Université hébraïque, qui verra le jour un an après sa mort.
Elle rencontre des personnalités comme Ben Gourion, Golda Meir, Teddy Kollek,… ,
Fela Perelman est aussi une écrivaine de talent. Son premier manuscrit disparaît malheureusement lors de l'exode de mai 1940. Elle publie Dans le ventre de la baleine en 1947.  
À la mort de son mari, Fela Perelman fait don de ses archives à l'Unité libre de Bruxelles.
Elle décède le 17 septembre 1991 à Salt Lake City où elle s'est rendue pour assister au mariage de sa petite fille.
Noémie Perelman Mattis, la fille du couple, fait don d'autres archives de ses parents au United States Holocaust Memorial Museum .

## Ouvrages
- Dans le ventre de la baleine, Renaissance du livre, 1947.
- La Belgique et la révolution polonaise de 1830, coll. nationale, Office de publicité, Bruxelles, 1948.

## Reconnaissances
En 1983, Fela et Chaim Perelman sont anoblis par le roi Baudouin, ils reçoivent le titre de Baron(ne).
Un bosquet de dix arbres a été planté en leur honneur en Israël, à Neveh-Ilan, dans le site forestier des Juifs de Belgique.